# Fokker D.VI

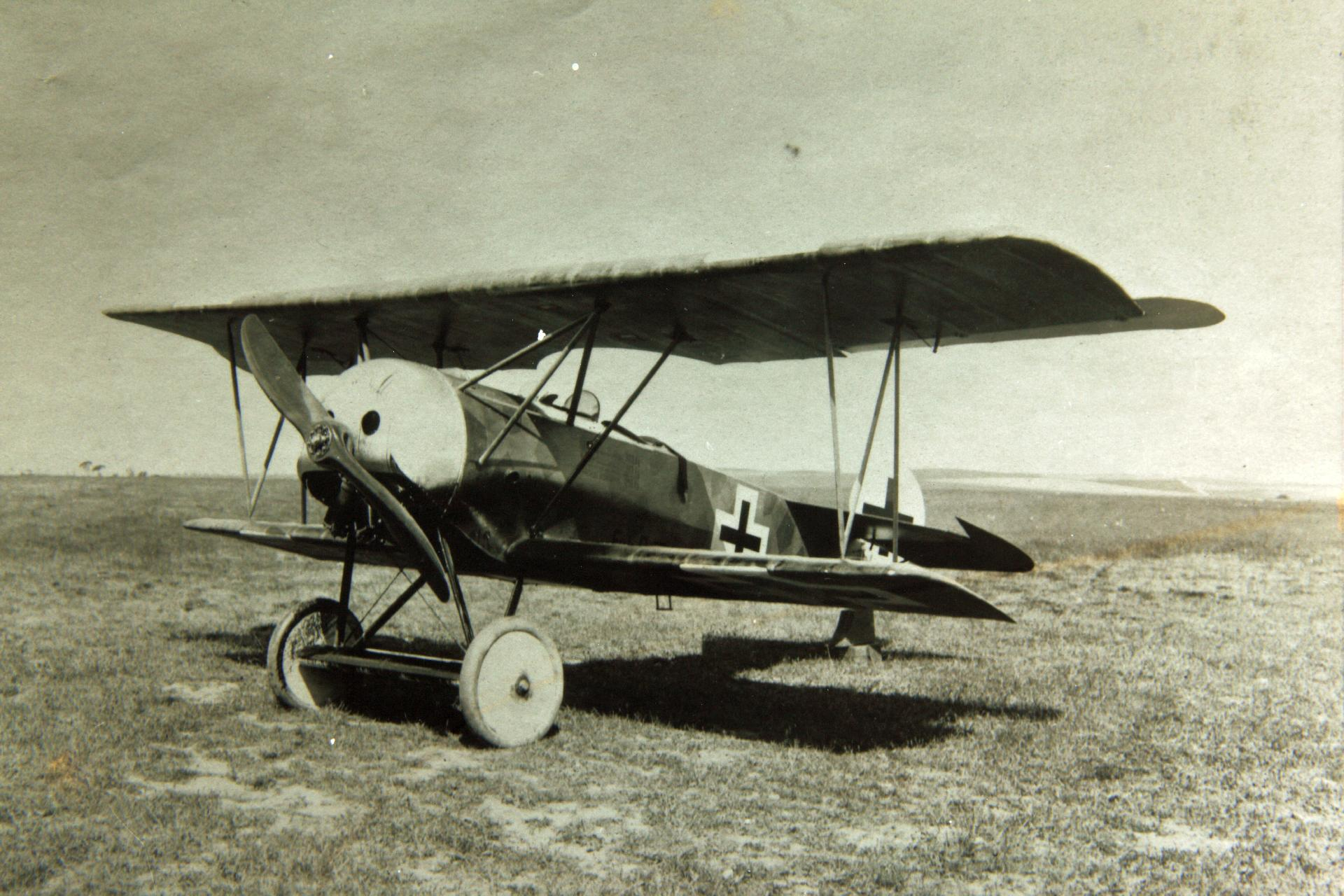
Fokker D.VI

De Fokker D.VI (Fokker projectnaam V.13) was een Duits jachtvliegtuig gebouwd door vliegtuigbouwer Fokker tijdens de Eerste Wereldoorlog. De eerste vlucht van deze militaire tweedekker was in 1917.
Eind 1917 verlieten de eerste prototypes van de D.VI de fabriek. De vliegtuigen hadden iets kleinere vleugels dan de Fokker D.VII en nagenoeg dezelfde romp en staart als de Fokker Dr.I. Het eerste prototype had een 110 pk Oberursel Ur.II rotatiemotor. Het tweede prototype vloog met een 160 pk Siemens-Halske Sh.III bi-rotatiemotor.
Voor een serie proefvluchten in januari 1918 werd een prototype uitgerust met een 145 pk Oberursel Ur.III motor. De testpiloten vonden de Fokker D.VI wendbaar en eenvoudig te vliegen. Zij beschouwden de D.VI toentertijd als een van de beste jagers met rotatiemotor.
Er zijn uiteindelijk 59 exemplaren gebouwd, waarvan zeven voor de Luchtmacht van Oostenrijk-Hongarije. Tijdens zijn diensttijd werd de D.VI geplaagd door problemen met de motorsmering en een te laag vermogen van de Oberursel Ur.II motoren.

## Specificaties
- Type: Fokker D.VI
- Fabriek: Fokker
- Voorloper: Fokker V.9
- Rol: Jachtvliegtuig
- Bemanning: 1
- Lengte: 6,25 m
- Spanwijdte: 7,66 m
- Hoogte: 2,55 m
- Vleugeloppervlak: 17,7 m²
- Leeggewicht: 393 kg
- Maximum gewicht: 585 kg

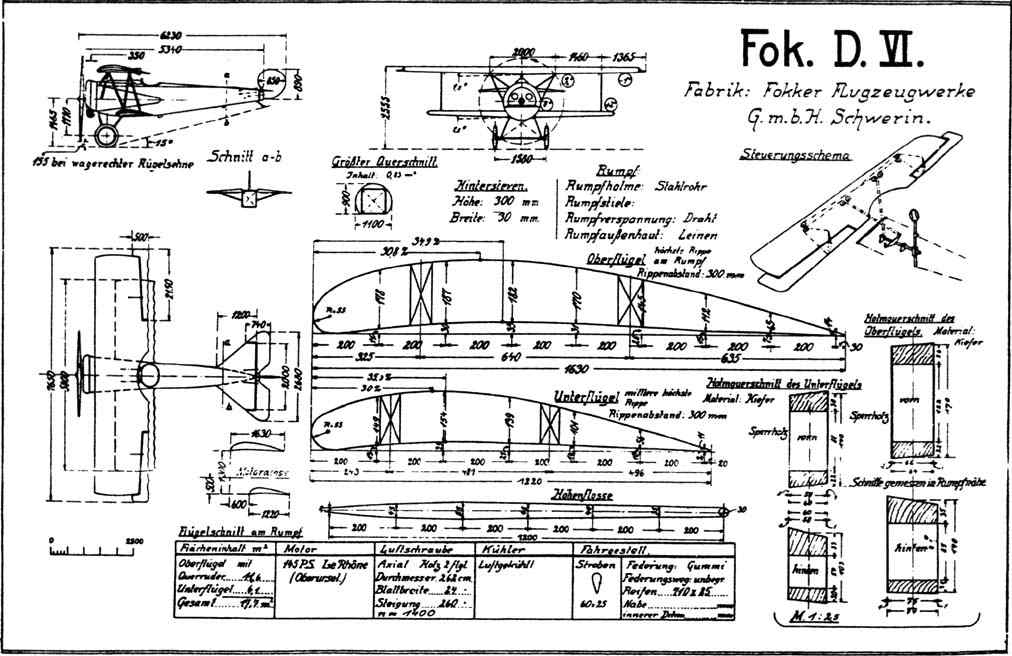
Fokker D.VI bouwtekening

- Motor: 1 × Oberursel Ur.II negencilinder rotatiemotor, 110 pk
- Motorvariant: 1 × Siemens-Halske Sh.III dubbele rotatiemotor, 160 pk
- Propeller: tweebladig
- Aantal gebouwd: 59
- Eerste vlucht: 1917

Prestaties
- Maximumsnelheid: 197 km/u
- Vliegbereik: 300 km
- Maximum vliegduur: 1 uur en 30 minuten
- Plafond: 6000 m

Bewapening
- Geschut: 2 × vast 7,92 mm LMG 08/15 Spandau machinegeweer